# 层型
层型（stratotype）或类型剖面（type section）是一条地质术语，指专用于参考而显露的地层层序或地层界线的物理位置或露头。如果地层单位呈分层状，则称为层型，而非层状岩石的参考标准则是典型地区。 
当地层单元未完全暴露时，其原始类型剖面可补充覆盖该单元全部厚度的“参考剖面”；当原始类型剖面暴露不良时，还可定义参考剖面，对于未指定类型剖面的的历史单元，可遵照更现代的标准定义参考剖面。

## 另请查看
- 全球界线层型剖面和点位